# 129328 Loriharrison
129328 Loriharrison è un asteroide della fascia principale. Scoperto nel 2005, presenta un'orbita caratterizzata da un semiasse maggiore pari a 2,5987492 UA e da un'eccentricità di 0,0214938, inclinata di 9,26460° rispetto all'eclittica.